# Jacques Gestraud
Jacques Gestraud (ur. 24 września 1939 w Valenciennes) – francuski kolarz szosowy, brązowy medalista mistrzostw świata.

## Kariera
Największy sukces w karierze Jacques Gestraud osiągnął w 1961 roku, kiedy zdobył brązowy medal w wyścigu ze startu wspólnego amatorów podczas mistrzostw świata w Bernie. W zawodach tych wyprzedzili go jedynie jego rodacy: Jean Jourden oraz Henri Belena. Był to jednak jedyny medal wywalczony przez Gestrauda na międzynarodowej imprezie tej rangi. Ponadto w 1965 roku wygrał GP de la ville et des commerçants de Guéret, a w 1969 roku był najlepszy w GP d’Ouverture Pierre Pinel. W 1964 roku wystartował w Tour de France, ale wycofał się przed końcem rywalizacji. Cztery lata wcześniej wystąpił na igrzyskach olimpijskich w Rzymie, gdzie był dziewiąty w wyścigu ze startu wspólnego. Jako zawodowiec startował w 1962-1964.